# Михаил Калашњиков
Михаил Тимофејевич Калашњиков (рус. Михаи́л Тимофе́евич Кала́шников; Курија, Алтајски крај , 10. новембар 1919 — Ижевск, Удмуртија, 23. децембар 2013) био је руски конструктор оружја, најпознатији по својој јуришној пушци АК-47, која се по њему често назива „Калашњиков“ и која је једна од најпознатијих и најраширенијих пушака на свету. Двоструки Херој социјалистичког рада и Херој Руске Федерације. Од 1999. има чин генерал-лајтнанта у војсци Руске Федерације.

## Биографија
Рођен 10. новембра 1919. године у селу Курји у Алтајском крају. Михаил Калашњиков је каријеру започео у железници као обичан радник у 17 година, где је био у прилици да научи пуно о механици. 1938. регрутован је у Црвену армију и служио је као командир тенка у првим месецима Великог отаџбинског рата. Октобра 1941. је тешко рањен у борби, и послат кући са фронта. У 23 години старости, без икаквог образовања осим 4 разреда школе, почео је да ради на фабрици као саветник првог конструктора оружја и комсомолски активиста, и ускоро је почео да ради у Московском авијацијском институту. Док је радио тамо, Калашњиков је произвео велик број иновација за тенкове, авионе, бродове и хеликоптере укључујући механизам који би бројао број испаљених хитаца. Своје иновације, је нудио на састанцима као активни члан комсомола и комуниста. У року од пар година је унапређен на место као секретар Комсомолске  организације. 1947, велики колектив руских и углавном заробљених после рата немачких конструктора је дизајнирао АК-47 (акроним за Аутомат Калашњикова модел 1947). 1949, јуришна пушка AK-47 је постала оперативна у Црвеној армији, и то је постао Калашњиковљев најчувенији изум. Када се поставило питање чије је име дати  за пушку, одлучили су да би било ружно да дају име Шмајсер. И одлучили су да дају име необразованог, али младог и успешног секретара Комсомолске организације дизајнерског бироа. То је био Миша Калашњиков.
Михаил Калашњиков био је ожењен Јекатерином Викторовном Мојсејевом (1921—1977), која је такође била инжењер и која је направила много техничких цртежа у радовима свог мужа. Имали су четворо деце, ћерке Нели (р. 1942), Јелену (р. 1948) и Наталију (1953—1983) и сина Виктора (р. 1942). Виктор се такође прославио дизајном. Михаил Калашњиков умро је 23. децембра 2013. године у 94-ој години живота.

## Галерија
- Пушка АК-47
- Први пиштољ-митраљез Калашников
- Михаил Калашников — поштанска маркица Русије из 2014. године
- Дмитриј Медведев додељује Калашникову, за његов 90-ти рођендан, највише почасно звање Хероја Руске Федерације